# Корвач Богдан Павлович
Богдан Павлович Корвач (нар. 15 березня 1940, село Синява, нині Підкарпатське воєводство, Польща — 4 березня 1984, Калуш, Івано-Франківська область) — український художник, поет, культурний діяч з Прикарпаття.

## Життєпис
Народився Богдан Корвач на Лемківщині 15 березня 1940 року в селі Синяві. 1945 року у рамках репатріації українців був переселений разом з батьками на Тернопільщину, а саме в Білокриницю, де закінчив восьмирічну школу і технікум.
Невдовзі, вступив до Львівського університету імені Івана Франка на філологічний факультет.
1967 року він переїхав до Калуша, де й прожив до кінця життя де й одружився. Саме тут він творив до кінця свого життя. Працюючи художником, викладачем ПТУ № 7, директором кінофікації, Богдан Корвач був членом літературних студій «Карпатські акорди» та «Підгір'я», що існували при редакції міськрайонної газети «Зоря Прикарпаття».
Помер Богдан Корвач 4 березня 1984 року.

## Творчість
За життя письменника його лірика не друкувалися. Лише у 1980-х роках вірші Богдана Корвача почали активно друкувати різноманітні альманахи та газети, також і закордонні, зокрема польські. Через 22 роки після його смерті, світ побачила збірка віршів Богдана Корвача — «Горнятко води».
Вірші: «Я малюю для тебе квіти чорні і білі…», «Груди наповнює…», «Квітку сонячну, розквітлу…», «Ранок», «Спадкоємці», «Дві весни шлеш в листах…», «Я сивію…», «Балтійське море», «Пливти б у цім безкраїм морі…», «Жадана постать у вічній темноті…», «Широка та дорога…», «Благословен той край, де зріє льон…», «Ти жінку підкоряєш, як вершину…», «Струни», «Пісня», «Вітерець колише жито…», «Гей, далі бездорожні, я вас бачу!..».

## Родина
Одружився в Калуші. Дружина — Мирослава. Подружжя мало трьох синів: Андрія, Тараса й Петра.
Андрій став художником і скульптором.

## Пам'ять
14 березня 2010 року в Калуші було урочисто відкрито меморіальну дошку Богданові Корвачу з нагоди 70-річчя від його дня народження. Виготовив меморіальну дошку калуський скульптор Ігор Семак. Дошку встановлено на будину № 6 на вулиці Василя Стуса. У цьому будинку прожив останні 13 років життя Корвач.